# Gauthier II d'Oisy
Pour les articles homonymes, voir Gauthier II.
Gauthier II de Cambrai (ou Wauthier, Watier, Wouter) (990-1041), sire d'Oisy et de Crèvecœur, châtelain de Cambrai.
Connu aussi sous le titre de Gauthier II de Cambrai, ou encore Gauthier II de Lens dit « le vieux ».
Fils de Gauthier Ier d'Oisy, il épouse en 1020 Ermentrude (ou Ermengarde) dont il eut :
- Gauthier III d'Oisy ;
- Évrard-Rovies de Courtrai ;
- Ade de Pecquemont (Cambrai) (1020-1046), épouse d'Hugues de Montigny, châtelain de Douai, mère d'Hugues Ier d'Oisy ;
- Ade, épouse d'Anselme de Valenciennes.

Le comte de Flandre, Baudouin de Lille, et lui se querellent avec Tilbodo de Vermandois, seigneur de Courtrai, Tournaisis, etc., allié à l’évêque de Cambrai. Vainqueur, il devient seigneur de Courtrai.
Il serait mort assassiné en 1041 tandis qu'il priait à la porte de l'église Sainte-Marie.

## Extrait des chroniques de Cambrai[3]
« L’évêque Erluin, souffrant d’une longue maladie, attendait le jour de son rappel. De son côté, Watier (Gauthier II d'Oisy), imitant la conduite de son père, dont il retraçait tous les caractères, ne cessait de persécuter l’évêque. La férocité de cet homme croissait avec la maladie du prélat. C’est pourquoi Erluin, courroucé de ses nombreuses attaques, se disposa à frapper les insolences de cet usurpateur. Mais cédant aux prières de quelques-uns uns des siens et surtout de Sehier (Sohier de Lens), châtelain de Lens et oncle de Watier, il différa durant quelque temps. Ce Sehier, homme de bon conseil, employait tantôt les prières, tantôt les menaces les plus sévères pour dompter l’orgueil de son neveu. Il chercha à calmer la juste indignation de l’évêque et finit par les réconcilier à condition que Watier donnerait, pour ses fautes, une garantie de 20 livres d’argent et promettrait de rester désormais au repos. Enfin Erluin l’engagea avec bonté et douceur à exécuter scrupuleusement ses promesses et à tenir fidèlement et avec fermeté, s’il venait à mourir, les rênes de l’église jusqu’à la nomination de son successeur. Malheureusement, Watier oublia complètement ses promesses et quelque temps après, la maladie de l’évêque fit des progrès si rapides que tout le palais fut en agitation à l’approche de sa mort et que même le bruit de son trépas se répandit au dehors. A cette nouvelle, Watier plein de joie, brise les portes à la tête d’une foule de gens armés et se précipite avec fureur dans le sanctuaire des clercs, qui est livré au pillage ainsi que les étables de l’évêque après en avoir enlevé les chevaux. L’évêque Erluin expire ensuite, encore plein d’indignation, le 3 de nones de février. Tandis que tout le monde verse des larmes, Watier bondit de joie ; dans son ivresse, il s’abandonne à toute sorte d’excès et de pillages, enfin, pour se souiller de tous les genres de noirceur, il s’adjoint son frère Sehier et pénètre comme un furieux, les armes à la main dans l’église où se célébrait les obsèques. Foulant au pied toute pudeur, il poursuit, Ô spectacle déplorable jusqu’à l’autel de Notre Dame les chapelains occupés de ces tristes devoirs. Les religieux, étant ainsi mis en fuite, on différa la sépulture de l’évêque jusqu'à l’arrivée de Richard, abbé du monastère d’Arras, qui l’inhuma dans l’église Saint Aubert, du côté nord… »

## Extrait des chroniques de Cambrai[4]
« …Il serait difficile de décrire l’effroyable tempête qui gronda sur la cité désolée et les nombreuses calamités qui vinrent changer l’état de la commune. En effet, Watier, source de tous les malheurs, donna dans la ville un libre cours à ses fureurs et à ses cruautés. S’étant adjoint Robert, châtelain de Péronne, il voulut, au mépris de toute espèce de droit, s’emparer du palais épiscopal. Sa rage croissait de jour en jour, foulant au pied toute forme de loi, il exerça sur les malheureux citoyens une insupportable tyrannie : celui qui ne donnait pas d’argent était jeté aux fers. Les spoliateurs étrangers, pensant que la mort de l’évêque leur offrait une entière sécurité pour commettre leurs vols, déployaient leurs ravages dans les environs et bouleversaient tout le pays. Je laisse le bon sens des lecteurs à décider combien était inique la conduite d’un homme, qui, à titre de seigneur, dévastait tout au gré de ses passions et ne défendait pas même le diocèse contre les attaques des spoliateurs. Personne n’était à l’abri des poursuites, excepté ceux qui étaient d’accord avec lui. Il dépouillait les citoyens et enrichissait les étrangers, afin que les récits de ces derniers répandissent jusque chez les barbares une bonne opinion de sa personne. Très souvent les habitants éplorés se communiquaient réciproquement leurs plaintes, ils étaient malheureux d’avoir au lieu d’un protecteur, un spoliateur public. Plus de remède à leurs maux mis à part en se retirant ailleurs, dans des lieux éloignés, afin d’échapper par la fuite aux fureurs de cette bête féroce. L’exil leur sera plus doux que le séjour dans leurs foyers, pillés tant qu’ils sont pendant le jour et obligés de passer les nuits dans des craintes continuelles… »